# 明州 (南梁)
明州，是南北朝的州。
梁武帝分交州在交谷县（今越南河静省河静南）设置明州，下辖交谷县。南陈沿置，下辖日南郡，日南郡下辖交谷县、比景县、朱吾县、寿泠县、西卷县。隋朝灭陈，废除日南郡。隋炀帝大业元年（605年）废除明州，交谷县入驩州，隋平林邑，比景县、朱吾县、寿泠县、西卷县设荡州。

## 刺史
- 梁某（武德末年）